# Angraecum teretifolium
Angraecum teretifolium är en orkidéart som beskrevs av Henry Nicholas Ridley. Angraecum teretifolium ingår i släktet Angraecum och familjen orkidéer. Inga underarter finns listade i Catalogue of Life.